# 1833 na música

## Nascimentos
| Data           | Nome              | Profissão            | Nacionalidade | Observações | Ref |
| -------------- | ----------------- | -------------------- | ------------- | ----------- | --- |
| 7 de Maio      | Johannes Brahms   | compositor           | Alemanha      | m. 1897     |     |
| 12 de novembro | Aleksandr Borodin | compositor e químico | Rússia        | m. 1887     |     |

## Mortes
| Data | Nome | Profissão | Nacionalidade | Observações | Ref |
| ---- | ---- | --------- | ------------- | ----------- | --- |